# Nazionale femminile di rugby a 15 della Colombia
La nazionale di rugby a 15 femminile della Colombia (in spagnolo Selección femenina de rugby de Colombia), nota anche come Las Tucanes, è la selezione di rugby a 15 femminile che rappresenta la Colombia in ambito internazionale.
Nata nel 2003 e in campo per la prima volta in un test match nel 2019, è amministrata dalla Federación Colombiana de Rugby.
Insieme al Brasile è la prima squadra nazionale femminile sudamericana a prendere parte alle qualificazioni per la Coppa del Mondo femminile; al 2021 è qualificata al torneo finale di ripescaggio per un posto nella manifestazione mondiale.
Al 2 maggio 2022 la squadra occupa la 25ª posizione del ranking World Rugby.

## Storia
Benché attiva nel rugby a 7, variante nella quale ha preso parte anche ai Giochi olimpici, la Colombia non si impegnò mai in maniera sistematica nello sviluppo del gioco a quindici: l'unica esperienza fu un incontro non ufficiale di un XV nazionale contro il Venezuela nel 2003.
Il nuovo sistema di qualificazione ideato da World Rugby per la Coppa del Mondo di rugby femminile 2021 prevedeva il coinvolgimento di regioni che fino ad allora non avevano sviluppato appieno la disciplina maggiore tra le donne; benché al Sudamerica non fossero stati assegnati posti diretti alla Coppa, tuttavia fu previsto che il continente concorresse a un posto al torneo finale di ripescaggio che assegna l'ultimo posto utile per la competizione; il 25 agosto 2019 quindi la Colombia e il Brasile, formazione che alle spalle vantava solo un test match disputato undici anni prima, si incontrarono per la prima volta per quello che fu il primo test match sul continente tra due squadre di Sudamérica Rugby, e la vittoria andò alla Colombia per 28-7.
Le due squadre si incontrarono pochi mesi più tardi, a marzo 2020, per lo spareggio sudamericano nell'ambito delle qualificazioni per la citata Coppa del Mondo, e a risultare vittoriosa fu nuovamente la Colombia per 23-19; per effetto di tale risultato le Tucanes accedettero al barrage intercontinentale contro il Kenya che, a causa della lunga sospensione delle attività sportive dovute alla pandemia di COVID-19, si tenne a Nairobi ad agosto 2021; vincendo 16-15, le colombiane aggiudicarono il diritto di disputare il torneo finale di ripescaggio per l'ultimo posto alla rassegna mondiale.
Opposte al più esperto Kazakistan, le colombiane riuscirono a vincere 18-10 e contendere alla Scozia in finale l'accesso al mondiale, anche se la compagine britannica ebbe la meglio per 59-3.

## Colori e simboli delle uniformi
Come la nazionale maschile, anche la femminile veste una maglia con i colori nazionali della Colombia (blu, giallo e rosso); nella versione più recente il giallo è il motivo principale della prima maglia, che fa da sfondo ad alcune strisce orizzontali blu contornate di rosso.
Le giocatrici vengono chiamate con il soprannome di Tucanes («le Tucane») dal nome del tucano (ramphastos toco), uccello multicolore originario del Sudamerica orientale adottato negli anni novanta a mascotte per via del suo becco colorato con le stesse tinte cromatiche della bandiera nazionale, e per la sua resistenza e tenacia (il tucano è uno degli uccelli col becco più duro e forte).
Il tucano figura pure nel logo della federazione e sulle maglie delle giocatrici.

## Statistiche di squadra

### Incontri disputati
| Data             | Sede            | Incontro                    | Note                         |
| ---------------- | --------------- | --------------------------- | ---------------------------- |
| 25 agosto 2019   | Medellín        | Colombia – Brasile 28-7     | Test match                   |
| 9 marzo 2020     | Medellín        | Colombia – Brasile 23-19    | Qualificazioni mondiali 2021 |
| 25 agosto 2021   | Nairobi         | Kenya – Colombia 15-16      | Qualificazioni mondiali 2021 |
| 19 febbraio 2022 | Dubai           | Kazakistan – Colombia 10-18 | Qualificazioni mondiali 2021 |
| 25 febbraio 2022 | Dubai           | Scozia – Colombia 59-3      | Qualificazioni mondiali 2021 |
| 12 novembre 2022 | Mogi das Cruzes | Brasile – Colombia 17-25    | Test match                   |
| 11 giugno 2023   | Cuiabá          | Brasile – Colombia 15-18    | Americas Rugby Trophy        |
| 5 luglio 2023    | Medellín        | Brasile – Colombia          | Qualificazione WXV 2023      |
| 9 luglio 2023    | Medellín        | Brasile – Colombia          | Qualificazione WXV 2023      |